# Butik Kitan
Butik Kitan är en kulle i Indonesien.   Den ligger i provinsen Aceh, i den västra delen av landet, 1 600 km nordväst om huvudstaden Jakarta. Toppen på Butik Kitan är 16 meter över havet.
Terrängen runt Butik Kitan är platt. Trakten runt Butik Kitan består huvudsakligen av våtmarker.